# Топешти (Горж)
Топешти (рум. Topești) насеље је у Румунији у округу Горж у општини Тисмана. Oпштина се налази на надморској висини од 278 m.

## Становништво
Према подацима из 2002. године у насељу је живело 363 становника, од којих су сви румунске националности.